# Psi Tauri
Psi Tauri (42 Tauri) é uma estrela na direção da constelação de Taurus. Possui uma ascensão reta de 04h 07m 00.52s e uma declinação de +29° 00′ 04.6″. Sua magnitude aparente é igual a 5.21. Considerando sua distância de 90 anos-luz em relação à Terra, sua magnitude absoluta é igual a 3.01. Pertence à classe espectral F1V.